# Glucomannano 4-beta-mannosiltransferasi
La glucomannano 4-beta-mannosiltransferasi è un enzima appartenente alla classe delle transferasi, che catalizza la seguente reazione:
GDP-mannosio + (glucomannano)n ⇄ GDP + (glucomannano)n+1